# Подвысоцкий, Валериан Осипович
Валериан Осипович Подвысоцкий (6 [18] января 1822, Киевская губерния — 3 [15] июля 1892, Казань) — русский юрист, доктор медицины, фармаколог, профессор Казанского университета, действительный статский советник. Учёным-фармакологом стал только на шестом десятке жизни. Отец В. В. Подвысоцкого.

## Биография
Происходил из дворян Борзнянского уезда Черниговской губернии. Родился в Киевской губернии 6 (18) января 1822 года в семье Иосифа Каэтановича Подвысоцкого, офицера Русской императорской армии. Мать, Клавдия Георгиевна, урождённая Савицкая, происходила из казацко-старшинского и дворянского рода, известного с конца 17-го века. От родителей мать унаследовала имение в селе Максимовка Борзнянского уезда, где и прошли его детские годы.
Поступив в 1838 году на юридический факультет Киевского университета, вскоре был вынужден покинуть его вследствие временного закрытия университета и перейти в Харьковский университет, который и окончил в 1842 году со степенью кандидата права. По окончании университета в том же году поступил на службу в Харьковскую казённую палату, затем — чиновником особых поручений к попечителю Харьковского учебного округа графу Головкину; работал в черниговском губернском комитете по крестьянскому делу. С1 июля 1860 года по февраль 1872 года был председателем Черниговской межевой палаты.
Увлёкся медициной и после выхода в отставку 3 февраля 1872 года, поступил в Дерптский университет, где на медицинском факультете стал активно изучать фармакологию. В 1878 году защитил диссертацию под названием «Anatomische Untersuchungen über die Zungendrüsen der Menchen und Säugethiere» (Dorpat, 1878), был признан доктором медицины и стал ассистентом в Институте фармакологии Р. Бёма. Кроме того, он переработал и дополнил учебник профессора В. И. Дыбковского. В 1879 году стал приват-доцентом. В 1881 и 1885 годах исполнял в Дерпте должность профессора фармакологии, диететики и истории медицины. С 3 февраля 1883 по 3 февраля 1885 года был в заграничной командировке.
В начале 1880-х годов ему было сделано предложение занять кафедру фармакологии в Краковском университете, но дело не устроилось из-за религиозных причин (Подвысоцкий был православного вероисповедания). В результате, 1 июля 1885 года советом Казанского университета он был избран ординарным профессором фармакологии на кафедру фармакогнозии и фармации. При университете основал фармацевтическую лабораторию и фармакогностический музей с библиотекой.
Провёл ряд ценных фармакологических и химических исследований. Особенно известны его работы о препаратах спорыньи, рвотного корня, о подофиллине, о препаратах железа; он изучал иметин — алкалоид корня ипекакуаны, Podophyllum pellatum и другие лекарственные вещества и выяснил значение действующих веществ подофиллина.
В 1884 году редактировал посмертное издание фармакологии Дыбковского. Кроме того, написал много рефератов и критических статей, учебные пособия для студентов. По воспоминания современников, был талантливым лектором.
Скончался в Казани, по разным данным, 28 июня (10 июля) 1892 года или 3 (15) июля 1892 года.

## Семья
Жена, Наталия Николаевна, урождённая Величко (1830-?) из дворян Прилукского уезда Полтавской губернии. Бракосочетание 4 июля 1850 года в Николаевской церкви села Сорочинцы Прилукского уезда.
Дети:
- Николай Валерьянович Подвысоцкий (1851—1902), преподаватель гимназии, статский советник.
- Максимилиан Валерьянович Подвысоцкий (1853-до 1912), офицер РИА (до 1885 г.), Пограничная стража (с 1891 г.)[7], подполковник[8].
- Александр Валерьянович Подвысоцкий (1856-?), офицер РИА, капитан[9], позднее надворный советник[10].
- Владимир Валерьянович Подвысоцкий (1857—1913).